# Tourville-sur-Pont-Audemer
Tourville-sur-Pont-Audemer ist eine französische Gemeinde mit 722 Einwohnern (Stand: 1. Januar 2022) im Département Eure in der Region Normandie. Die Gemeinde gehört zum Kanton Pont-Audemer.

## Geografie
Tourville-sur-Pont-Audemer liegt etwa 34 Kilometer südöstlich von Le Havre im Roumois. Umgeben wird Tourville-sur-Pont-Audemer von den Nachbargemeinden Pont-Audemer im Norden, Campigny im Osten, Saint-Siméon im Süden, Selles im Südwesten sowie Les Préaux im Westen.
| Jahr      | 1962 | 1968 | 1975 | 1982 | 1990 | 1999 | 2006 | 2013 |
| --------- | ---- | ---- | ---- | ---- | ---- | ---- | ---- | ---- |
| Einwohner | 477  | 506  | 565  | 507  | 528  | 554  | 712  | 735  |

## Kultur und Sehenswürdigkeiten

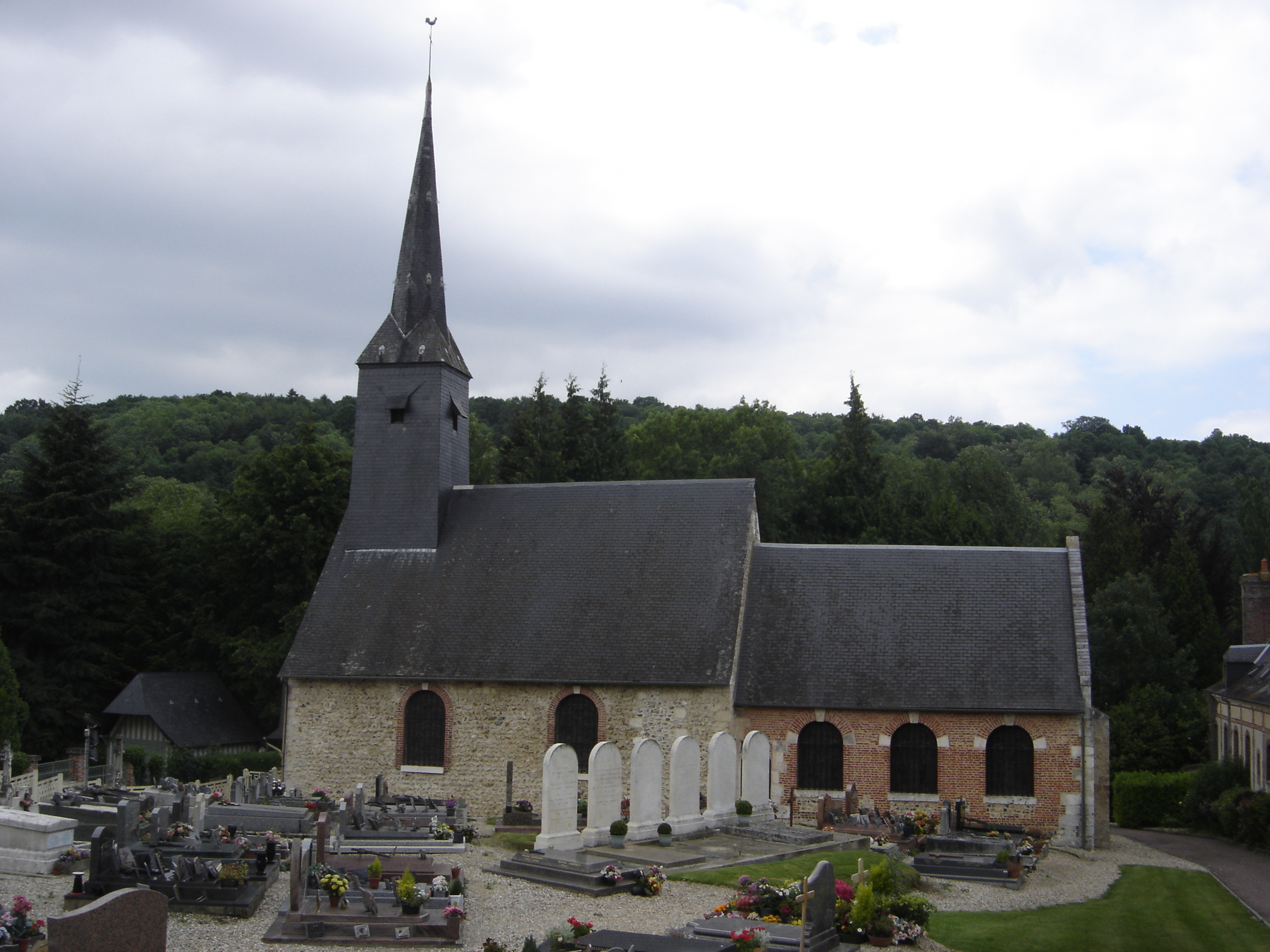
Kirche Saint-Pierre

- Kirche Saint-Pierre

## Persönlichkeiten
- Charles-Victor Langlois (1863–1929), Historiker und Direktor des französischen Nationalarchivs, in Tourville begraben